# Ismael Ivo
Ismael Ivo (São Paulo, 17 de enero de 1955 - São Paulo, 8 de abril de 2021) fue un bailarín y coreógrafo brasileño que trabajó en Alemania, Italia y Austria. En todas las disciplinas, Ivo se movió entre la danza expresionista y las diferentes formas de danza contemporánea.

## Biografía
Ivo nació en 1955 en el distrito de Vila Prudente de la ciudad brasileña de São Paulo y creció en circunstancias modestas en el distrito de Vila Ema. Su madre, que trabajaba como empleada doméstica, era madre soltera. Ivo se interesó por la danza siendo muy joven y, gracias a varias becas, logró asistir a escuelas de danza. Posteriormente fue aceptado en la compañía de danza del Teatro de Dança Galpão de São Paulo. El coreógrafo Klauss Vianna lo invitó a unirse al grupo de danza experimental del Teatro Municipal de São Paulo, donde permaneció un año. 
Después de recibir varios premios como el mejor bailarín solista de São Paulo, aceptó la invitación de Alvin Ailey en 1983 y se convirtió en miembro del Alvin Ailey American Dance Theater de Nueva York. En 1985, Ivo se mudó a Europa. Trabajó durante más de dos décadas con actores de la escena internacional de la danza, la música y el teatro como Johann Kresnik, George Tabori, Heiner Müller, Usiho Amagatsu, Mina Yoo, Yoshi Oida, Koffi Koko, Marcia Haydée y muchos otros.
En 1984, Ismael Ivo y Karl Regensburger fundaron ImPulsTanz en Viena, que se ha convertido en el festival de danza más grande de Europa. De 1996 a 2005, Ivo dirigió la compañía de danza del Teatro Nacional Alemán en Weimar, de 2005 a 2012 la sección de danza de la Bienal de Venecia. En Italia fundó el proyecto de formación “Centro de Investigación en Danza Contemporánea ARSENALE DELLA DANZA” en 2009, que continuó desde 2013 en Viena y São Paulo bajo el nombre de “Biblioteca do Corpo”. En 2013, Ismael Ivo fue profesor invitado en el Seminario Max Reinhardt de la Universidad de Música y Arte Dramático de Viena .
De 2017 a 2020 fue director de la Balé da Cidade de São Paulo. En noviembre de 2017 fue nombrado codirector del Teatro Municipal de São Paulo, el teatro y ópera más importante de São Paulo, junto con Roberto Minczuk. Ivo fue miembro del jurado de uno de los concursos de danza más grandes del mundo en Seúl, Corea (SIDC), y fue miembro del consejo asesor de la Fundación Iwanson Sixt para la Danza Contemporánea. En otoño de 2020 se convirtió en consultor del canal de televisión TV Cultura. 
Ivo sufrió dos accidentes cerebrovasculares en 2020 de los que se recuperó. El día 8 murió de COVID-19 en su ciudad natal a la edad de 66 años.

## Premios
- 2006: Medalla de Oro al Mérito del Estado de Viena
- 2010: Ordem do Mérito Cultural, el máximo galardón cultural de Brasil
- 2017: Medalla São Paulo y Premio Trófeu Raça Negra
- 2018: Orden del Mérito de Brasil
- 2019: Condecoración austriaca de honor para la ciencia y el arte